# Acronicta bercei
Acronicta bercei là một loài bướm đêm trong họ Noctuidae.